# MODA
MODA (stylizowany zapis:  ̶M̶O̶D̶A̶)  – drugi album studyjny polskiego rapera PlanBe, wydany 18 stycznia 2019 roku, nakładem wytwórni QueQuality.
Za produkcję odpowiadają: Michał Graczyk, 2K, Deemz, Friz, Faded Dollars, Johnny Beats, Poly, Kubi Producent i Raven Beats, natomiast wśród gości znaleźli się: Sarius, Otsochodzi, Quebonafide i Gedz.
Album zadebiutował na 2. miejscu oficjalnej listy sprzedaży – OLiS. W marcu 2021 uzyskał status złotej płyty.

## Lista utworów
| Nr  | Tytuł utworu                    | Tekst                          | Producent          | Długość |
| --- | ------------------------------- | ------------------------------ | ------------------ | ------- |
| 1.  | „Stereo typ” (gościnnie Sarius) | Bartosz Krupa, Mariusz Golling | Michał Graczyk     | 4:20    |
| 2.  | „A co gdyby?”                   | Bartosz Krupa                  | 2K                 | 2:34    |
| 3.  | „Nigdy więcej spłukany”         | Bartosz Krupa                  | 2K, Deemz          | 3:56    |
| 4.  | „Menago” (gościnnie Otsochodzi) | Bartosz Krupa, Miłosz Stępień  | Michał Graczyk     | 3:30    |
| 5.  | „Nic nie szkodzi”               | Bartosz Krupa                  | Friz               | 3:12    |
| 6.  | „Cola”                          | Bartosz Krupa                  | Faded Dollars      | 2:34    |
| 7.  | „Oh Love”                       | Bartosz Krupa                  | Johnny Beatz       | 3:43    |
| 8.  | „Chcę”                          | Bartosz Krupa                  | 2K                 | 3:36    |
| 9.  | „Na dystans”                    | Bartosz Krupa                  | Poly, 2K           | 3:15    |
| 10. | „Moda” (gościnnie Quebonafide)  | Bartosz Krupa, Kuba Grabowski  | 2K, Michał Graczyk | 4:28    |
| 11. | „Potrzebuję” (gościnnie Gedz)   | Bartosz Krupa, Jakub Gendźwiłł | 2K, Michał Graczyk | 4:50    |
| 12. | „Klepsydra”                     | Bartosz Krupa                  | Faded Dollars      | 2:51    |
| 13. | „Lista życzeń”                  | Bartosz Krupa                  | 2K                 | 5:09    |